# Aplonis fusca
Aplonis fusca е изчезнал вид птица от семейство Скорецови (Sturnidae).

## Разпространение
Видът е разпространен в Австралия и Норфолк.